# Максут (Казахстан)
Максу́т (каз. Мақсұт) — село у складі району Беїмбета Майліна Костанайської області Казахстану. Входить до складу Білинського сільського округу.
Населення — 151 особа (2021; 465 у 2009, 957 у 1999, 1357 у 1989).